# Chapelle Notre-Dame du Dresnay
La chapelle Notre-Dame du Dresnay est un édifice situé à Loguivy-Plougras, en France.

## Localisation
La chapelle est située sur le territoire de la commune de Loguivy-Plougras, dans le département  des Côtes-d'Armor, en région Bretagne.

## Description
Édifice en forme de croix latine dont la porte classique possède un fronton. Les fenêtres du transept conservent les meneaux de pierre. Le maître autel et les poutres sont sculptés, ainsi que quelques pierres aux angles des sablières. Dans l'aile sud se trouve la tombe d'un seigneur du Dresnay. La partie la plus intéressante de la chapelle est sa façade occidentale, surmontée d'un clocher-mur édifié en 1588.

## Historique
La chapelle est inscrite partiellement (foccidentale, y compris le clocher-mur, et une poutre de gloire en bois sculpté se trouvant à l'intérieur de l'édifice) au titre des monuments historiques par arrêté du 19 janvier 1955.

## Galerie

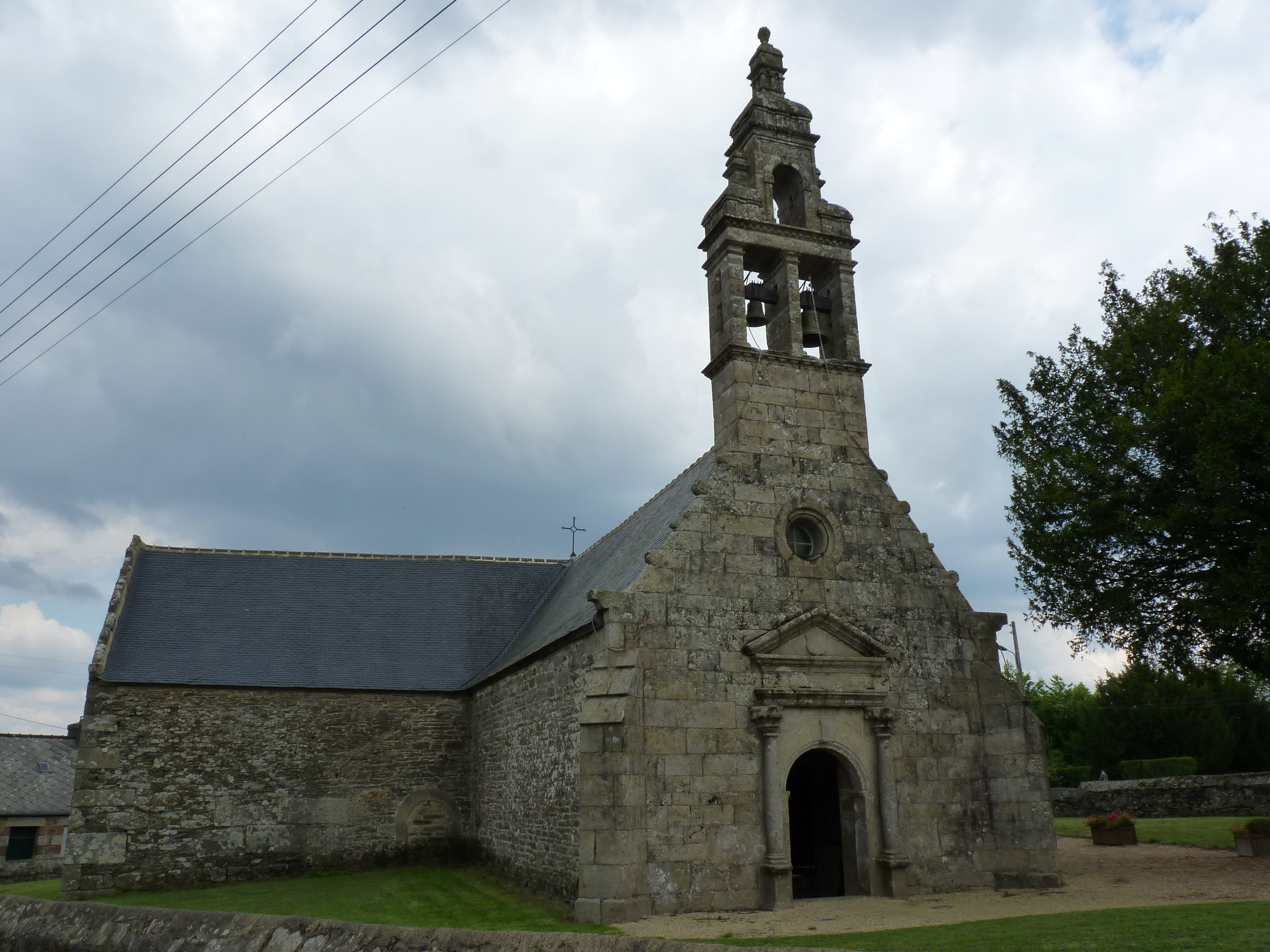
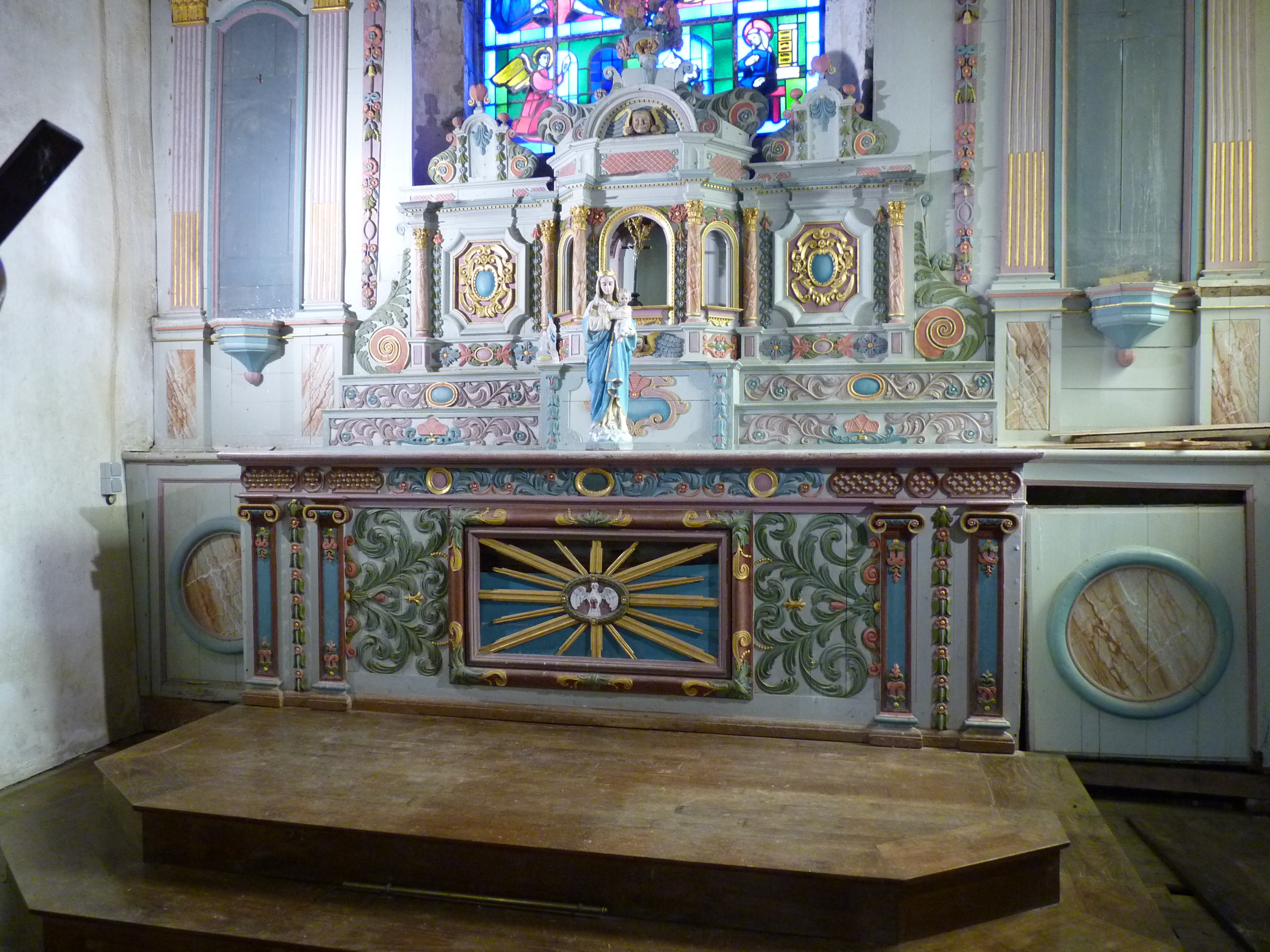
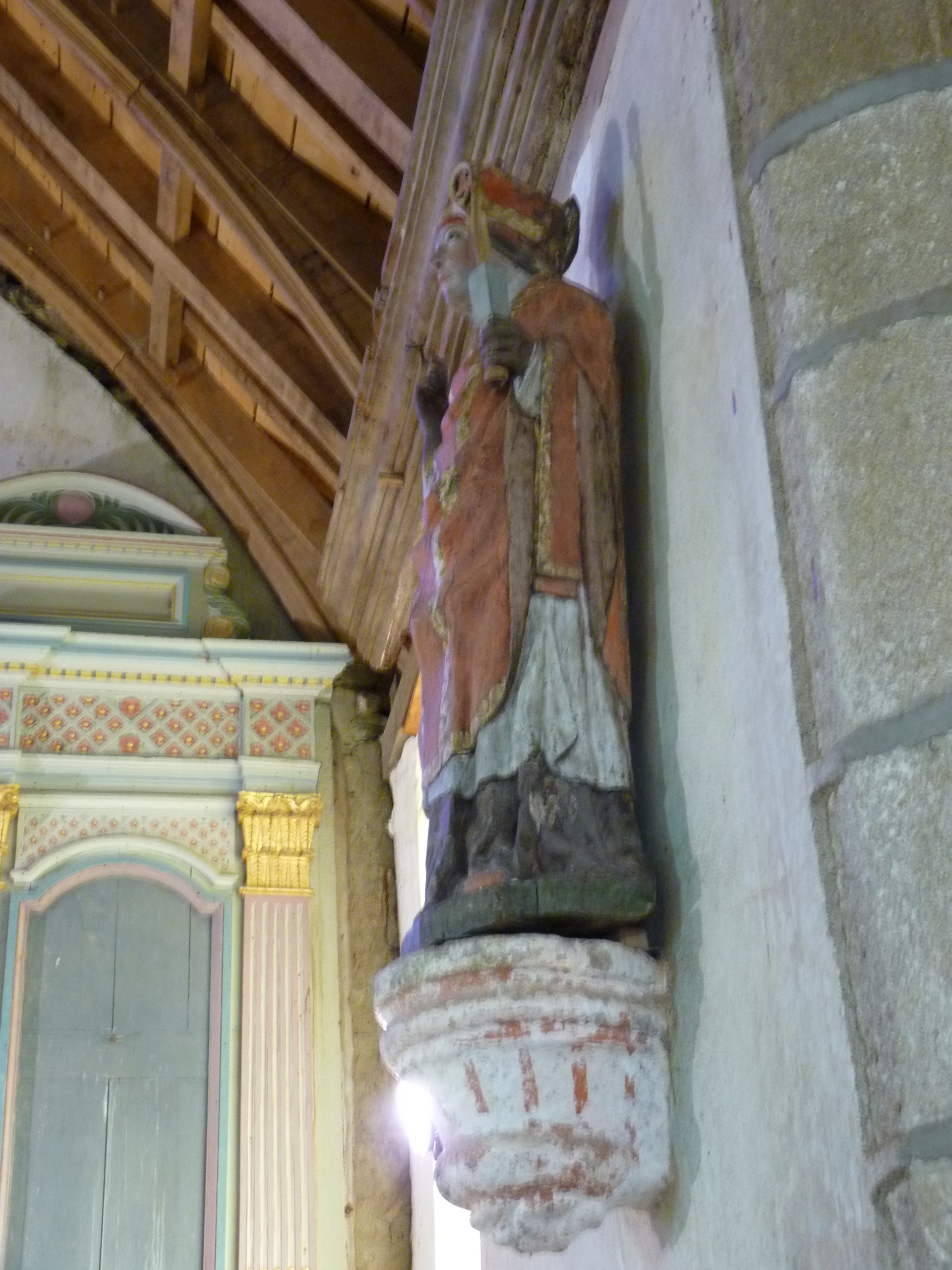
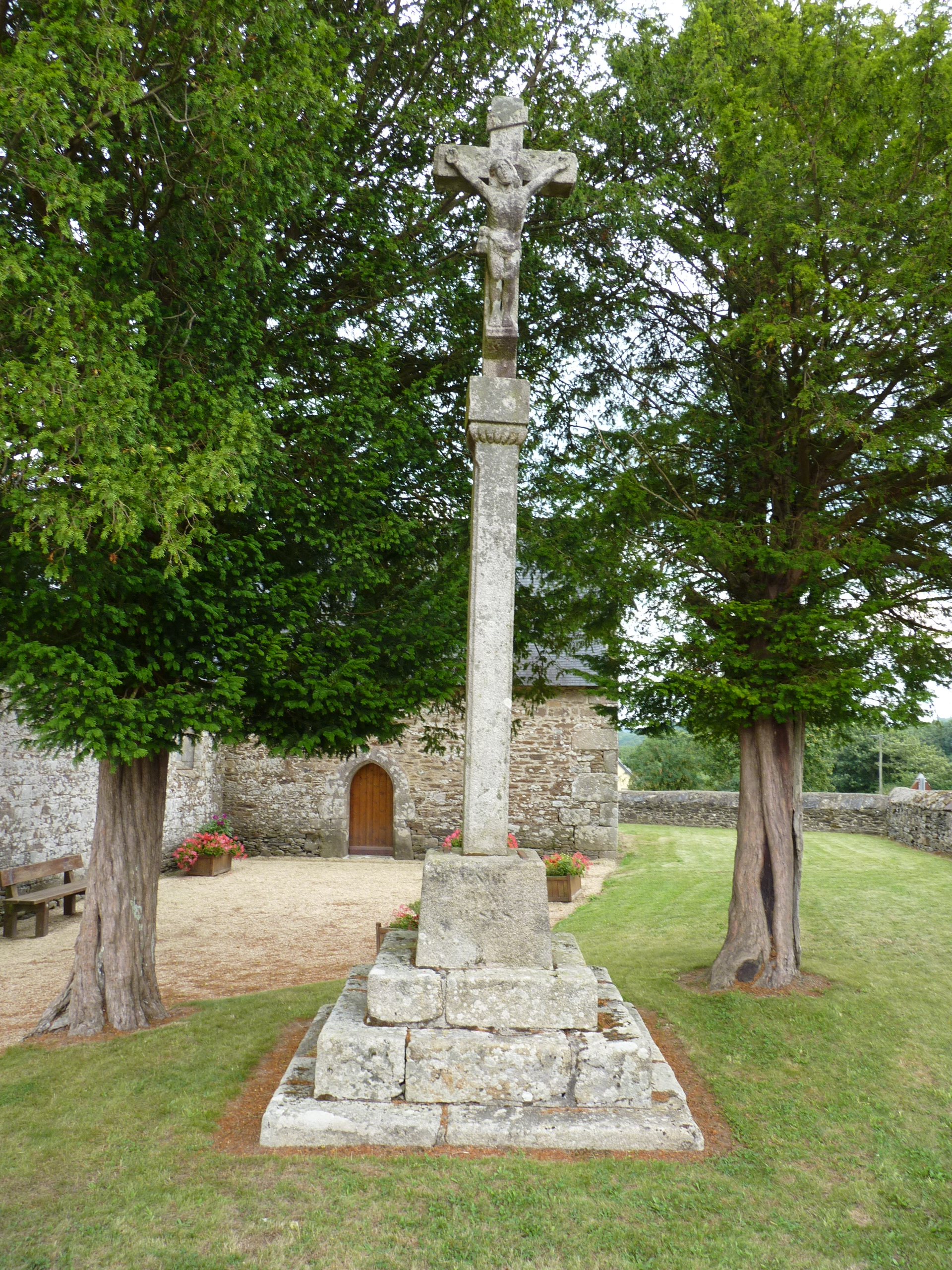
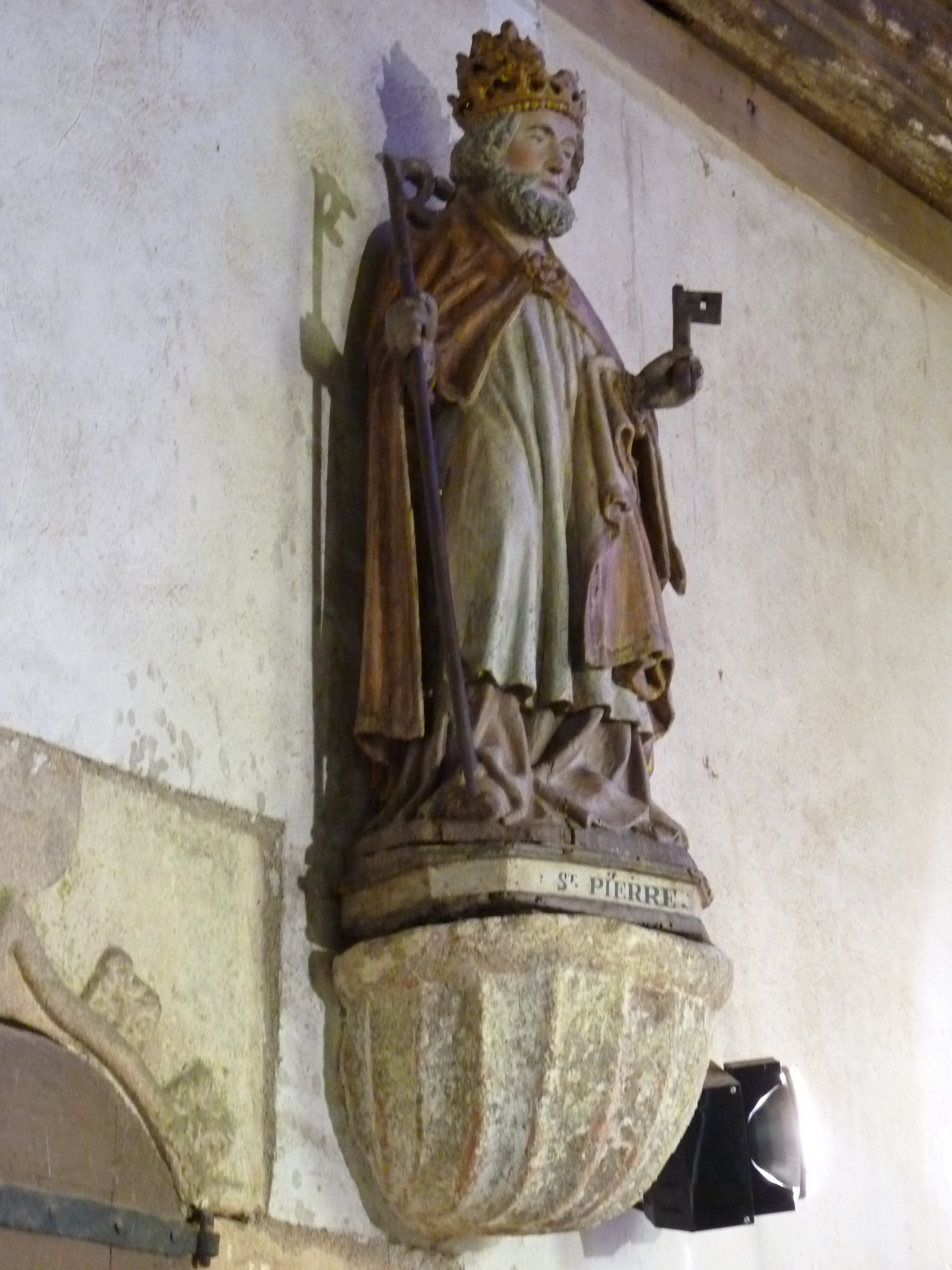
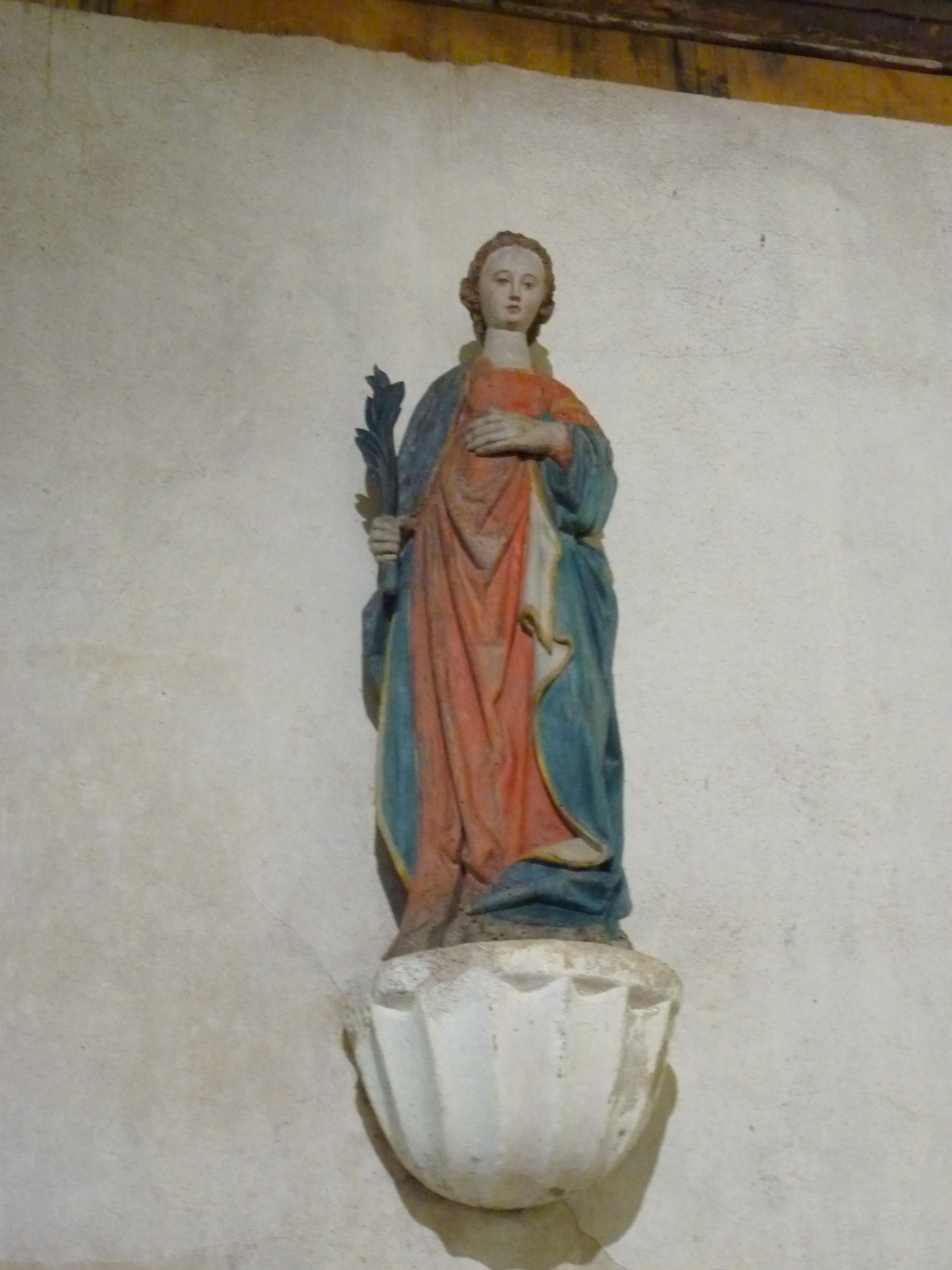
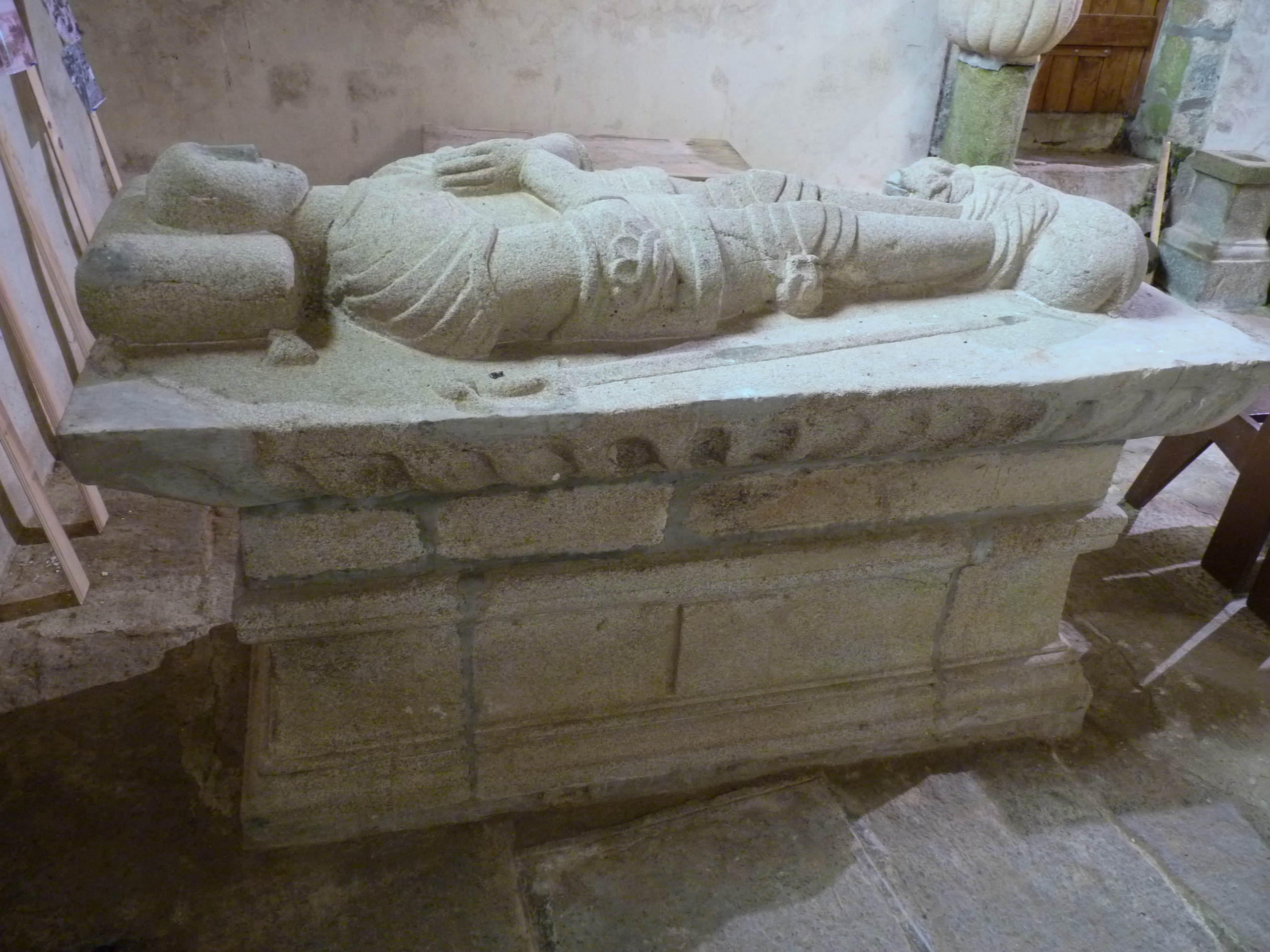